# Pontecchio Polesine
Pontecchio Polesine est une commune italienne de la province de Rovigo dans la région de la Vénétie en Italie.

## Histoire
Andelmo Landini (en) est une personne célèbre dans ce bourg. En effet, c’était l’assistant de Guglielmo Marconi, le fondateur de la radio. C’était ensemble qu’ils ont créé la radio.

## Administration
| Période                                  | Période | Identité | Étiquette | Qualité |
| ---------------------------------------- | ------- | -------- | --------- | ------- |
|                                          |         |          |           |         |
| Les données manquantes sont à compléter. |         |          |           |         |

### Hameaux
Borgo, Busi, Ca'Zanforlin, Chiaviche Roncagalle, L'Olmo, Selva

### Communes limitrophes
Bosaro, Crespino, Guarda Veneta, Rovigo